# Dinotrema latitergum
Dinotrema latitergum är en stekelart som först beskrevs av Fischer 1975.  Dinotrema latitergum ingår i släktet Dinotrema och familjen bracksteklar. Inga underarter finns listade i Catalogue of Life.